# Kadir Topbaş
Kadir Topbaş (Altıparmak, Yusufeli, Artvin, 1945. január 8. – Isztambul, 2021. február 13.) török építész, politikus. Isztambul polgármestere (2004–2017).

## Életútja
1945. január 8-án született Artvin tartomány Yusufeli körzetéhez tartozó Altıparmak faluban. 1946-ban egyéves korában, családjával Isztambulba költözött. 1972-ben a Marmara Egyetemen teológiai, 1974-ben a Mimar Sinan Szépművészeti Egyetemen építész diplomát szerzett. Ezt követően építészettörténetből PhD fokozatot szerzett az Isztambuli Egyetemen. Edirnében vallási szónoként, Isztambulban tanárként és szabadúszó építészként dolgozott. 1994 és 1998 között Recep Erdoğannak, Isztambul akkori polgármesterének a tanácsadójaként tevékenykedett a város történelmi épületeinek helyreállításával kapcsolatban.
A Saray Muhallebicisi török konyha étteremláncnak a tulajdonosa volt.

## Politikai pályafutása
A vallási irányultságú Nemzeti Megmentési Párt (MSP, Milli Selamet Partisi) tagjaként kezdett politizálni. Kétszer indult Artvin tartomány parlamenti képviselői posztjáért. Először 1977-ben az MSP, majd 1987-ben a Jólét Pártja (RP, Refah Partisi) színeiben, de egyik alkalommal sem sikerült a mandátumot megszereznie. 1999-ben az Erény Pártja (FP, Fazilet Partisi) jelöltjeként Isztambul Beyoğlu kerületének polgármesterévé választották. A 2004-es önkormányzati választásokon az Igazság és Fejlődés Pártja (AKP, Adalet ve Kalkınma Partisi) jelöltjeként indult az isztambuli polgármesteri posztért, amelyet a 2004. március 28-i választásokon el is nyert. 2007 novemberében az Egyesült Városok és Helyi Önkormányzatok Szervezetének (UCLG) társelnöke lett, majd a 2008-as World Mayor díj jelöltjeinek hosszú listáján szerepelt. A 2009-es törökországi általános önkormányzati választásokon újraválasztották Isztambul nagyvárosi körzetének polgármesterévé megelőzve Kemal Kılıçdaroğlut, a Köztársasági Néppárt későbbi vezetőjét (2010–).
2009-ben kinevezték a Törökországi Önkormányzatok Szövetségének elnökének. 2013-ban Gezi parki tüntetések során hangsúlyozta, hogy az 1940-ben elbontott laktanya visszaépítésének terve – mely bevásárlóközpontként funkcionált volna – a török kormánytól, egyenesen Erdoğantól származik, nem pedig az önkormányzattól. Ezt követően kijelentette, hogy városfejlesztési kérdésekben jobb párbeszédet kell folytatni a helyi lakosokkal a jövőben. Ennek ellenére pár nap múlva jelezte, hogy a Gezi park kérdésében a török kormányé a végső szó. Topbaş vejét a 2016-os katonai puccskísérlet nyomán letartóztatták, mert feltételezett kapcsolatai voltak a Gülen-mozgalommal. Emiatt Topbaş is kegyvesztett lett az Igazság és Fejlődés Pártjában, de nem volt hajlandó önként kilépni a pártból. A puccsban részt vevő katonákkal kapcsolatban megjegyezte, hogy számukra külön temetőt alakítana ki, amelyet "az árulók temetőjének" nevezne el.
2017-ben polgármesteri hivatali idejének a végéhez közeledve öt önkormányzati rendezési tervet is megvétózott, de AKP-párttársai azonban a vétókat figyelmen kívül hagyva a terveket jóváhagyták. 2017. szeptember 22-én minden indoklás nélkül, idő előtt lemondott a polgármesteri tisztségéről. Isztambul önkormányzati tanácsa szeptember 28-án vákasztotta meg utódjául Mevlüt Uysalt, aki 2009 óta Başakşehir kerület polgármestereként tevékenykedett.

## Magánélete
Nős volt, két fia és egy lánya született. 2020 novemberében Covid19 fertőzés miatt került kórházba a világjárvány idején. 2021. február 13-án halt meg a Covid19-kezelést követő többszörös szervi elégtelenség következtében.

## Fordítás
Ez a szócikk részben vagy egészben  a   Kadir Topbaş című angol Wikipédia-szócikk ezen változatának fordításán alapul.  Az eredeti cikk szerkesztőit annak laptörténete sorolja fel. Ez a jelzés csupán a megfogalmazás eredetét és a szerzői jogokat jelzi, nem szolgál a cikkben szereplő információk forrásmegjelöléseként.